# Liste der Flüsse in Spanien

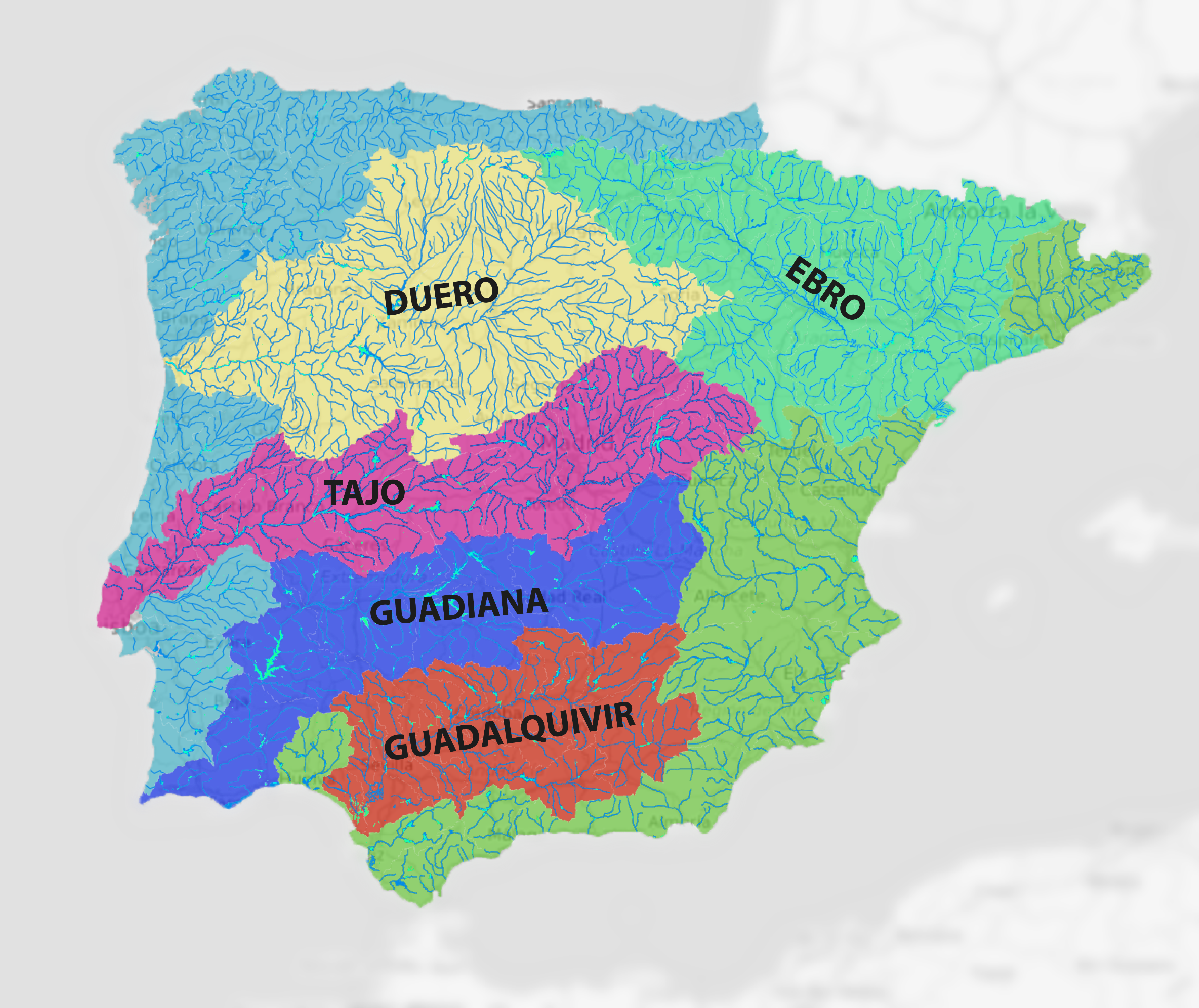
Einzugsgebiete großer spanischer Flüsse

Diese Liste der Flüsse in Spanien enthält die Flusssysteme mit Nebenflüssen von mehr als 100 km Länge auf der iberischen Halbinsel – soweit sie nicht komplett auf portugiesischem Boden liegen.
Die meisten großen Flüsse der iberischen Halbinsel entwässern nach Westen in den Atlantik. Es sind dies von Nord nach Süd
Duero
Tajo
Guadiana und
Guadalquivir
Lediglich das Becken des Ebro läuft im Osten der iberischen Halbinsel von Nord nach Südost ungefähr parallel zu den Pyrenäen und mündet ins Mittelmeer.
Außerdem gibt es mehrere kleinere Flusssysteme, wie die in der Levante ins Mittelmeer mündenden Flüsse Júcar und Segura, im Südwesten – an der Costa de la Luz – der Guadalete und Barbate sowie Tinto und Odiel und das Miño/Sil-Becken in Galicien. Eine Vielzahl kleiner Flüsse im Küstenbereich fließen direkt ins Mittelmeer und den Atlantik, etwa südlich der betischen Kordillere in Andalusien, im äußersten Nordwesten Galiciens und in Kantabrien.

## Nach Flusssystemen
Die fünf Flusssysteme werden hier nach dem Abschnitt zum Ebro von Nord nach Süd geordnet dargestellt. Im nächsten Kapitel folgen die übrigen Flüsse zusammengefasst nach ihrer Lage.

### Flusssystem Ebro

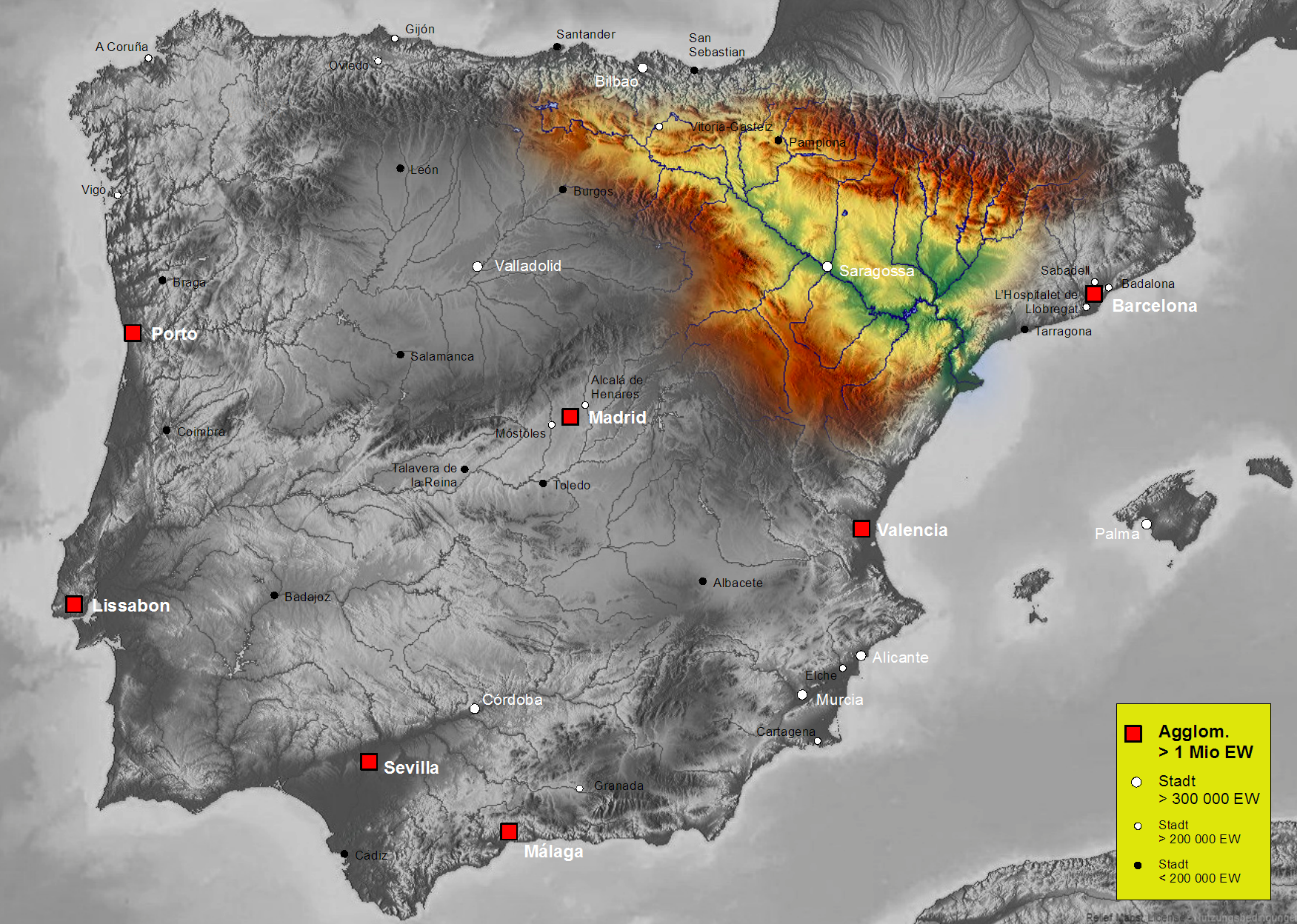
Einzugsgebiet des Ebro

Das hydrogeographische Becken des Ebro und seiner Nebenflüsse umfasst 83 093 km², es reicht fast von der Bucht von Biskaya im Norden entlang der Pyrenäen südöstlich bis zur Costa Brava am Mittelmeer. Das Becken des Ebro läuft am Ostrand der iberischen Halbinsel von Nord nach Südost – im Unterschied zu den anderen großen Flusssystemen, die einer Ost-West-Ausrichtung folgend zum Atlantik hin abfließen. Nach Südwesten wird es vom Iberischen Randgebirge (span. Sistema Ibérico) begrenzt. Es entwässert vor allem die Regionen Navarra, Rioja, Aragonien und Katalonien, daneben kleine Teile Kantabriens, des Baskenlandes und einen Zipfel von Kastilien-León.
| Name                | Länge   | Regionen | Mündung           | Quelle                 | Anmerkungen |
| ------------------- | ------- | -------- | ----------------- | ---------------------- | ----------- |
| Ebro                | 0925 km |          | Amposta           | Pico de los Tres Mares |             |
| Segre               | 0261 km |          | Mequinenza        | Monts Louis (Frankr.)  |             |
| Cinca               | 0170 km |          | Fraga             | Monte Perdido          |             |
| Noguera Pallaresa   | 0154 km |          |                   |                        |             |
| Flamisell           | 0034 km |          | La Pobla de Segur |                        |             |
| Noguera Ribagorzana | 0133 km |          |                   |                        |             |
| Jalón               | 0224 km |          | Cabañas de Ebro   | Sierra Ministra        |             |
| Aragón              | 0197 km |          | Alfaro            | Canfranc               |             |
| Guadalope           | 0182 km |          | Caspe             | Sierra de Gúdar        |             |
| Gállego             | 0149 km |          | Saragossa         | Puerto de Portalet     |             |
| Huerva              | 0135 km |          | Saragossa         | Fonfría (Teruel)       |             |

### Flusssystem Duero

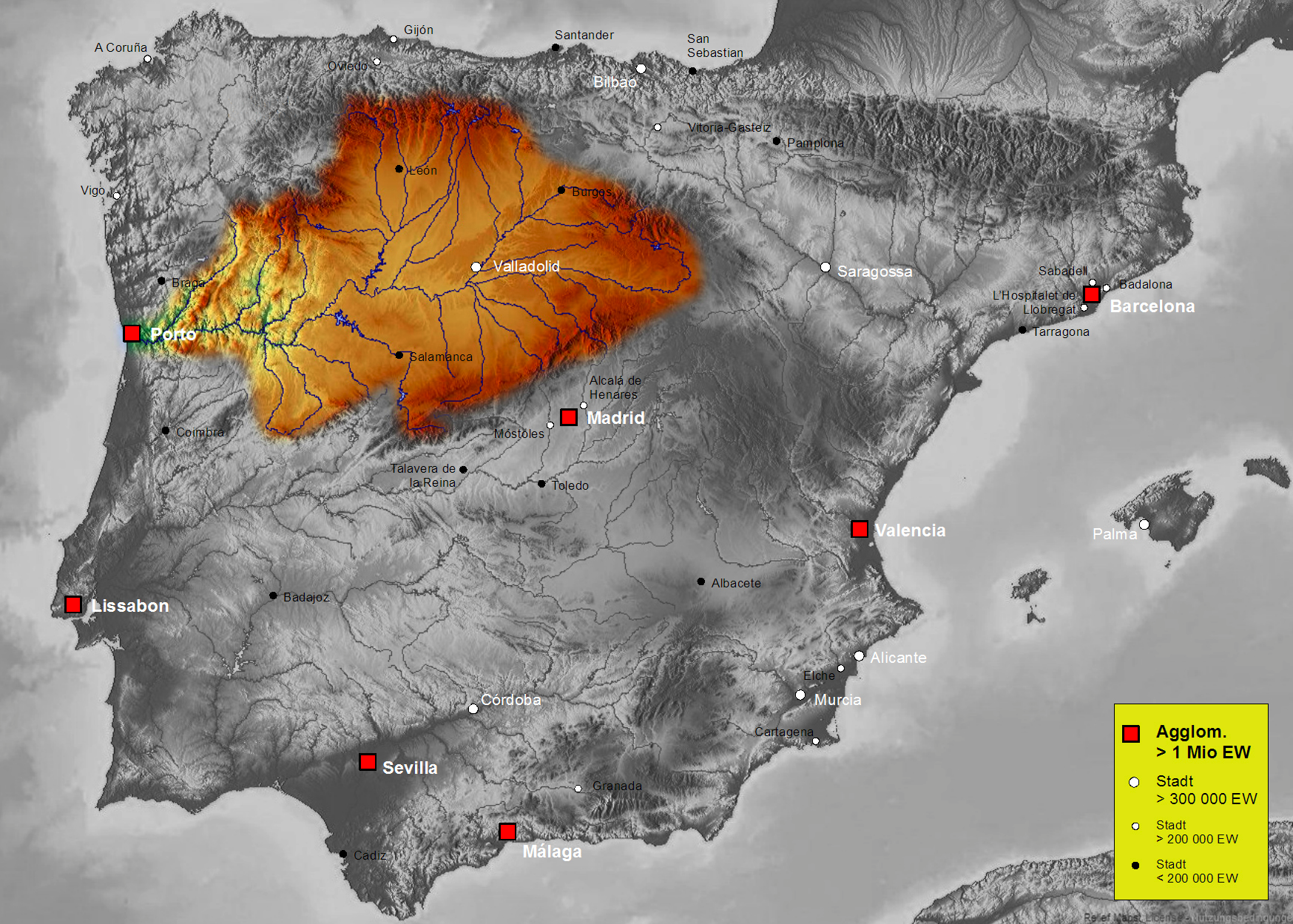
Einzugsgebiet des Duero

Das Flusssystem des Duero entwässert auf einer Fläche von 98.400 km² vorwiegend Kastilien und León. Es wird vom Kastilischen Scheidegebirge im Süden und dem Kantabrischen Gebirge im Norden eingefasst. Der mittlere Abfluss beträgt 700 m³/s.
| Name     | Länge   | Regionen | Mündung                | Quelle                         | Anmerkungen |
| -------- | ------- | -------- | ---------------------- | ------------------------------ | ----------- |
| Duero    | 0895 km |          | Porto                  | Picos de Urbión                |             |
| Esla     | 0275 km |          | Villalcampo            | Peña Prieta                    |             |
| Pisuerga | 0275 km |          | Cerca de Simancas      | Puntas Luengas y Peña Labra    |             |
| Tormes   | 0247 km |          | Villarino de los Aires | Prado Tormejón                 |             |
| Adaja    | 0163 km |          | Valdestillas           | Entre la Serrota y S. de Avila |             |
| Támega   | 0145 km |          | Amarante               | Verín                          |             |

### Flusssystem Tajo
Das hydrogeografische Becken des Tajo und seiner Nebenflüsse umfasst 80.600 km². Es reicht vom Iberischen Randgebirge (span. Sistema Ibérico) zentral durch Spanien und Portugal nach Westen zum Atlantik, es verläuft zwischen dem bis 2592 m hohen Kastilischen Scheidegebirge und den Hügeln von Toledo und der Extremadura. Es befindet sich vor allem in den autonomen Regionen Madrid, Kastilien-La Mancha und Extremadura.
| Name     | Länge   | Regionen     | Mündung                | Quelle                      | Anmerkungen |
| -------- | ------- | ------------ | ---------------------- | --------------------------- | ----------- |
| Tajo     | 1007 km |              | Lissabon (Portugal)    | Sierra de Albarracín        |             |
| Alagón   | 0201 km | ES-CL, ES-EX | Alcántara              | Frades de la Sierra         |             |
| Jarama   | 0194 km |              | Aranjuez               | Al este de Somosierra       |             |
| Alberche | 0182 km |              | Talavera de la Reina   | Cañada Alta                 |             |
| Tiétar   | 0170 km |              | Nationalpark Monfragüe | Puerto de la Venta del Cojo |             |

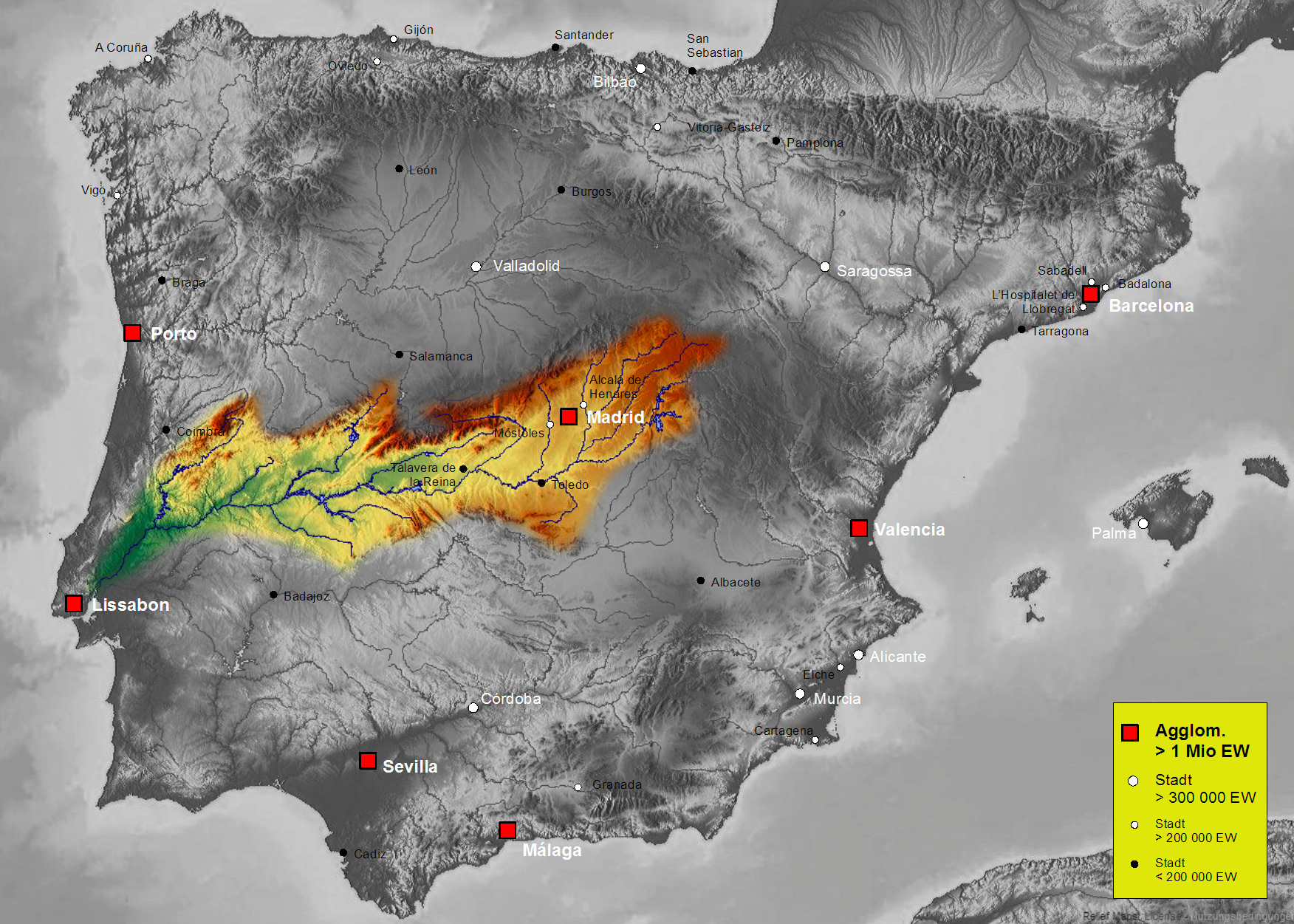
Einzugsgebiet des Tajo

Die Hochebene von Kastilien und die Extremadura trennen das Flusssystem des Tajo nach Süden hin vom Flusssystems des Guadiana.

### Flusssystem Guadiana

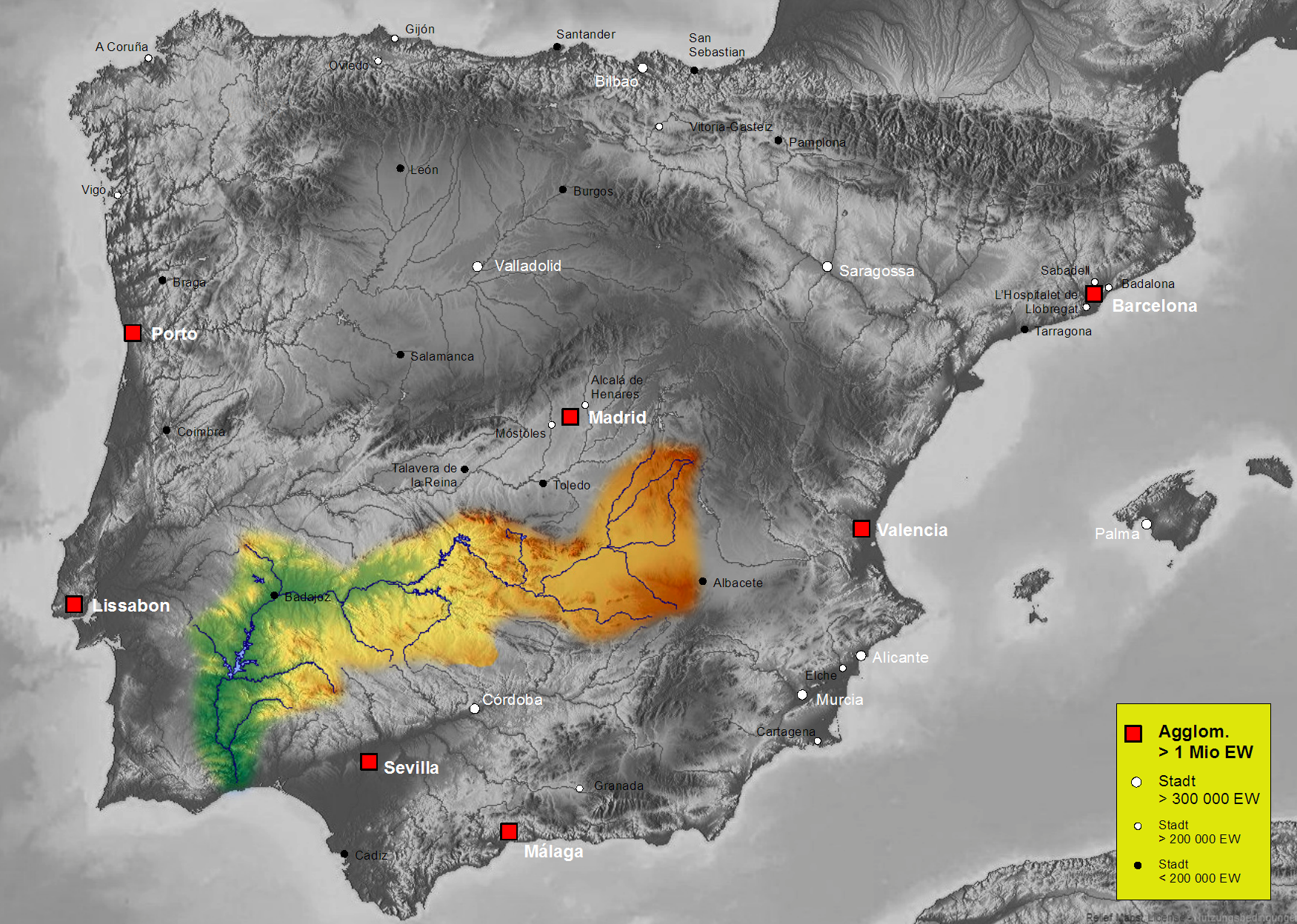
Einzugsgebiet des Guadiana

Das Einzugsgebiet des Guadiana hat eine Fläche von 67.733 km².
| Name     | Länge   | Regionen | Mündung                 | Quelle                           | Anmerkungen |
| -------- | ------- | -------- | ----------------------- | -------------------------------- | ----------- |
| Guadiana | 0818 km |          | Lagunas de Huidera      | Cabeza Alta, término de Ayamonte |             |
| Zújar    | 0210 km |          | Villanueva de la Serena | Granja de Torrehermosa           |             |
| Cigüela  | 0194 km |          | Daimiel                 | Altos de Cabrejas                |             |
| Záncara  | 0168 km |          | Alcázar de San Juan     | Abia de la Obispalía             |             |
| Jabalón  | 0153 km |          | Corral de Calatrava     | Montiel                          |             |
| Matachel | 0124 km |          | Don Alvaro              | El Retamar                       |             |
| Ardila   | 0116 km |          | Moura                   | Sierra de Tudia                  |             |

Die Sierra Morena, ein im Durchschnitt 800–1000 m hohes Mittelgebirge, trennt das Flusssystem des Guadiana nach Süden hin vom Flusssystems des Guadalquivir und damit von Andalusien.

### Flusssystem Guadalquivir

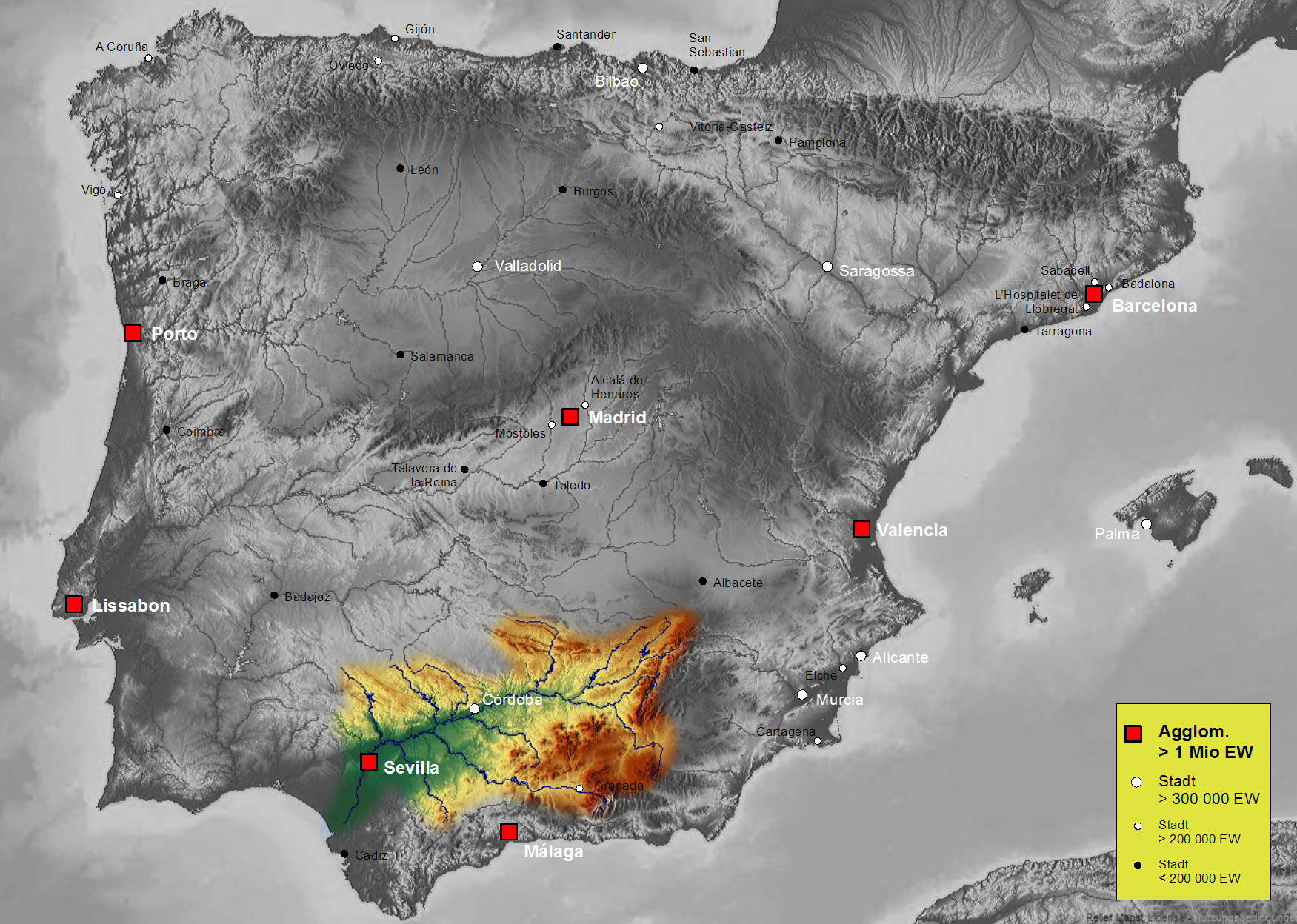
Einzugsgebiet des Guadalquivir

Das Einzugsgebiet des Guadalquivir hat eine Fläche von 56.978 km².
| Name         | Länge   | Regionen | Mündung               | Quelle                     | Anmerkungen |
| ------------ | ------- | -------- | --------------------- | -------------------------- | ----------- |
| Guadalquivir | 0657 km |          | Sanlúcar de Barrameda | Sierras del Pozo y Cazorla |             |
| Genil        | 0337 km |          | Palma del Rio         | Sierras de Priego y Lucena |             |
| Guadaíra     | 0114 km |          | La Puebla del Rio     | Sierra de Pozo Amargo      |             |

Südlich folgt das Vorgebirge Sistema Subbético oder Cordillera subbético (Vergleiche  Betische Kordillere, spanisch Cordillera Bética).

## Übrige Flüsse nach Lage

### Flüsse der Levantina

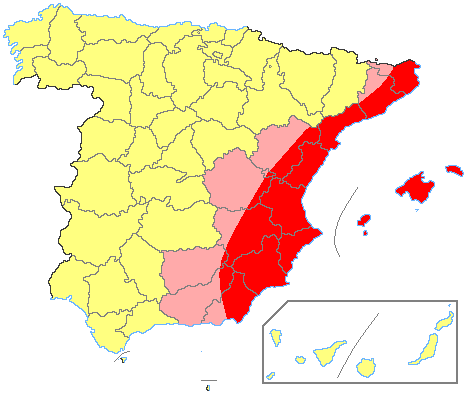
Die spanische Levante

| Name              | Länge  | Regionen | Mündung              | Quelle                                        | Anmerkungen |
| ----------------- | ------ | -------- | -------------------- | --------------------------------------------- | ----------- |
| Júcar             | 498 km |          | Cullera              | Ojuelos de Valdeminguete, Sierra de Tragacete |             |
| Segura            | 325 km |          | Guardamar del Segura | Sierra de Segura                              |             |
| Mundo             | 150 km |          | Segura               | Calar del Mundo                               |             |
| Guadalaviar/Turia | 280 km |          | Valencia             | Montes Universales                            |             |
| Mijares           | 156 km |          | Torre de Almanzora   | Alto de Torrijas                              |             |
| Almanzora         | 105 km |          | Cerros Colorados     | Llanos de Huelgo, Sierra de Baza              |             |

### Katalanische Flüsse
| Name      | Länge  | Regionen | Mündung              | Quelle                                          | Anmerkungen |
| --------- | ------ | -------- | -------------------- | ----------------------------------------------- | ----------- |
| Ter       | 209 km |          | Torroella de Montgrí | Ull de Ter                                      |             |
| Llobregat | 157 km |          | El Prat de Llobregat | Serra del Cadí, entre Coll de Jou y el de Toses |             |

### Westliches Galicien
| Name           | Länge  | Regionen | Mündung            | Quelle                | Anmerkungen |
| -------------- | ------ | -------- | ------------------ | --------------------- | ----------- |
| Miño           | 310 km |          | Caminha (Portugal) | Laguna de Fuente Miña |             |
| Sil            | 225 km |          | Los Peares         | Cueto Albo            |             |
| Tambre (Fluss) | 134 km |          | Ponte Nafonso      | Montes de Bocelo      |             |
| Ulla           | 126 km |          | Ría de Aurosa      | Fuente de Ulla        |             |

### Norden
| Name  | Länge  | Regionen | Mündung       | Quelle               | Anmerkungen |
| ----- | ------ | -------- | ------------- | -------------------- | ----------- |
| Navia | 159 km |          | Ría de Navia  | Sierra del Rañadorio |             |
| Nalón | 129 km |          | Ría de Pravia | Puerto de Tarna      |             |

### Westen
| Name      | Länge  | Regionen | Mündung                       | Quelle            | Anmerkungen |
| --------- | ------ | -------- | ----------------------------- | ----------------- | ----------- |
| Odiel     | 121 km |          | Canal de Palos de la Frontera | Sierra de Aracena |             |
| Río Tinto | 100 km |          | Ría Huelva                    | Sierra Morena     |             |

### Süden
| Name         | Länge  | Regionen | Mündung                        | Quelle                 | Anmerkungen |
| ------------ | ------ | -------- | ------------------------------ | ---------------------- | ----------- |
| Guadalhorce  | 154 km |          | Proximidades de Punta del Pino | Puerto de las Alazores |             |
| Río Guadiaro | 80 km  |          | bei Guadiaro                   | Serranía de Ronda      |             |

## Nach Länge
| Name                | Länge (km) | Flusssystem  |
| ------------------- | ---------- | ------------ |
| Tajo                | 1007       | Tajo         |
| Ebro                | 925        | Ebro         |
| Duero               | 895        | Duero        |
| Guadiana            | 818        | Guadiana     |
| Guadalquivir        | 657        | Guadalquivir |
| Júcar               | 498        | Levantina    |
| Genil               | 337        | Guadalquivir |
| Segura              | 325        | Levantina    |
| Miño                | 310        | Galicien     |
| Turia (Guadalaviar) | 280        | Levantina    |
| Esla                | 275        | Duero        |
| Pisuerga            | 275        | Duero        |
| Segre               | 261        | Ebro         |
| Tormes              | 247        | Duero        |
| Sil                 | 225        | Galicien     |
| Jalón               | 224        | Ebro         |
| Zújar               | 210        | Guadiana     |
| Ter                 | 209        | Katalonien   |
| Alagón              | 201        | Tajo         |
| Aragón              | 197        | Ebro         |
| Jarama              | 194        | Tajo         |
| Cigüela             | 194        | Guadiana     |
| Alberche            | 182        | Tajo         |
| Guadalope           | 182        | Ebro         |
| Cinca               | 170        | Ebro (Segre) |
| Tiétar              | 170        | Tajo         |
| Záncara             | 168        | Guadiana     |
| Adaja               | 163        | Duero        |
| Navia               | 159        | Norden       |
| Llobregat           | 157        | Katalonien   |
| Mijares             | 156        | Levantina    |
| Guadalhorce         | 154        | Süden        |
| Noguera Pallaresa   | 154        | Ebro (Segre) |
| Jabalón             | 153        | Guadiana     |
| Mundo               | 150        | Segura       |
| Gállego             | 149        | Ebro         |
| Támega              | 145        | Duero        |
| Huerva              | 135        | Ebro         |
| Tambre              | 134        | Galicien     |
| Noguera Ribagorzana | 133        | Ebro (Segre) |
| Nalón               | 129        | Norden       |
| Ulla                | 126        | Galicien     |
| Matachel            | 124        | Guadiana     |
| Odiel               | 121        | Westen       |
| Ardila              | 116        | Guadiana     |
| Guadaira            | 114        | Guadalquivir |
| Almanzora           | 105        | Levantina    |